# Nāwahī (cratère)
Nāwahī est un cratère sur la planète Mercure, situé dans le grand bassin Caloris. Le matériau sombre inhabituel créant un halo autour de Nāwahī donne à ce cratère d'un intérêt particulier : ce matériau sombre est probablement constitué de roches avec une composition chimique et minéralogique différente de celle de la surface voisine.
Le cratère porte le nom du militant politique et peintre hawaïen Joseph Nāwahī,.

## Compléments